# Acido pentacicloanammossico
L'acido pentacicloanammossico o 8-[5]-ladderane-ottanoico è un raro acido grasso composto da 20 atomi di carbonio, di cui 8 in una catena lineare senza doppi legami e 12 in 5 anelli ciclobutani concatenati linearmente  (ladderane) come terminale ω, cioè opposto al gruppo carbossilico.
I [5]-ladderani sono stati inizialmente identificati in un raro gruppo di batteri anaerobici ossidanti (anammox) appartenenti ai planctonmiceti. Il nome anammox, attribuito ai batteri e da cui deriva il nome comune dell'acido, si riferisce ad un processo di ossidazione anaerobica dell'ammonio ( dall'inglese ANaerobic AMMonium OXydation).  Gli intermedi in questo processo sono due composti altamente tossici, idrazina (N2H4 ) e idrossilammina (NH2OH). L'analisi delle membrane delle specie batteriche Borcadia anammoxidans e Kuenenia stuttgartiensis ha rivelato che i lipidi con ladderani costituiscono oltre il 50% dei lipidi di membrana. L'elevata abbondanza di lipidi ladderani si traduce in una membrana eccezionalmente densa con ridotta permeabilità.